# Barnens hus

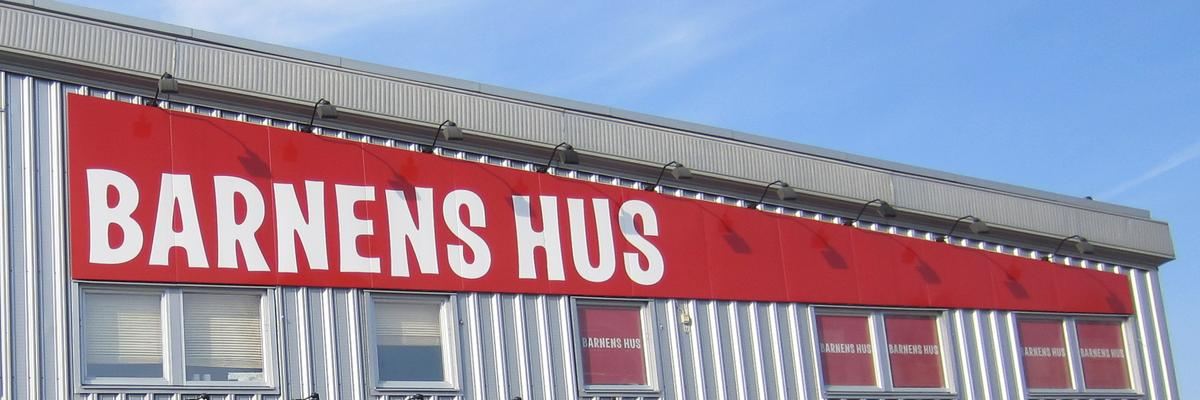
Barnens hus övervåning i Affärshuset Mariedal, Umeå.

Barnens hus är en e-handelsbutik som säljer barn- och babyprodukter för barn i åldrarna 0-12 år. Barnens Hus moderbolag Barnas Hus finns i Norge och med sina 24 butiker och e-handel är de idag Norges ledande fackhandel för kläder och utrustning för barn. Barnas Hus är även ägare av det norska välkända varumärket Reflex, som tillverkar kvalitetskläder och skor för barn som är 0–12 år.
Barnens Hus e-handelsbutik öppnade på den svenska marknaden i september 2018 och har en fysisk butik. I Barnens Hus sortiment ingår produkter som barnvagnar, bilstolar, barnsängar, bärselar, skötbord, barnkläder, mammaprodukter, inredning och leksaker. 

## Historik
Barnens Hus första butik startade omkring 1991 i Vännäsby och kedjan var en franchisekedja. 2011 slogs Barnens Hus ihop med butikskedjan Babyland. Snart därefter blev de uppköpta tillsammans med Barnas Hus i Norge och blev då Nordens största barnfackhandelskedja med över 50 butiker i Sverige och Norge. 
I augusti 2013 begärde sig företaget Rexinus i konkurs; konkursen omfattar de tolv butiker som företaget ägde i Stockholm, Malmö, Göteborg, Helsingborg och Karlstad och alla svenska butiker stängdes. Barnas Hus i Norge fanns kvar med en annan ägare. 
I december 2016 förvärvades norska Barnas Hus av HTS Hans Torgersen & Sønn AS och idag är Barnas Hus Norges ledande fackhandel för barn- och babyprodukter. Hösten 2018 öppnade Barnens hus e-handel på den svenska marknaden. 
Sommaren 2019 beslutades det att den svenska webbplatsen skulle stängas ner.[källa behövs]